# گرگوریو گارسیا سگورا
گرگوریو گارسیا سگورا (اسپانیایی: Gregorio García Segura‎؛ ۱۳ فوریه ۱۹۲۹ – ۵ دسامبر ۲۰۰۳) موسیقی‌دان و آهنگساز اهل اسپانیا بود.
از فیلم‌هایی که وی در آن‌ها نقش داشته است، می‌توان به خاور باختر و و در سال سوم، او دوباره برخاست اشاره نمود.